# Minibike

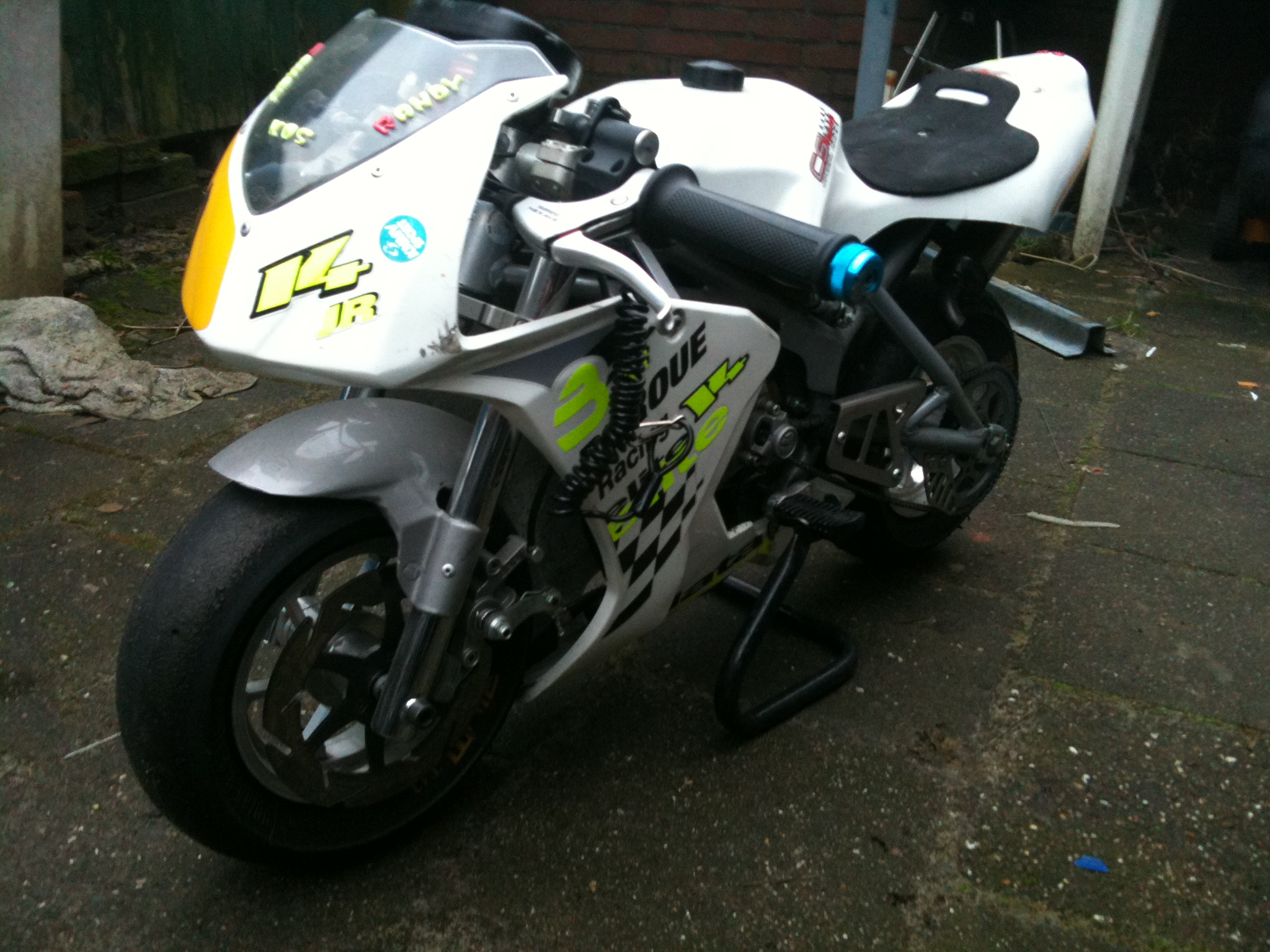
Blata Elite 14R 11PK

Een minibike is een kleine motorfiets met een maximale afmeting van 50 cm hoog en 1 meter lang.
Het motorblok is veelal een 39cc- tot maximaal 110cc-tweetakt of -viertaktmotor met maximaal 19 pk. De snelheid varieert van 30 tot 160 km/h. Er bestaan 3 typen: de mini , midi en "maxi"( werd gemaakt door pasini)  De mini wordt over het algemeen bereden door de jongeren en de midi door ouderen, de maxi werd veel gebruikt als huurbike

## Typen
Er zijn verschillende typen op de markt, onderverdeeld in fabrieks- en Chinese minibikes. Goede fabrieksmerken zijn Polini, Phantom, GRC, Stamas, DM Telai, ZPF, Blata en Pasini. Deze merken zijn van goede kwaliteit en worden ook gebruikt in de races. Prijzen variëren tussen de 500 en 4000 euro. De cilinderinhoud in de fabrieks minibikes varieert bij een tweetakt van 39.99 cc tot 49.99 cc en bij een viertakt tot 110 cc. Bij een grootdeel 2takt 39cc fabrieks minibikes wordt de polini motor gebruikt.
Ook zijn er de zogeheten "Chinese" minibikes, waarvan eveneens twee typen bestaan: luchtgekoeld en watergekoeld. Een groot nadeel aan de Chinese minibikes is dat deze niet erg betrouwbaar zijn en niet van volwaardige materialen gemaakt zijn. Bekende merken onder de Chinese minibikes zijn: Sendai, Tai Chi, Nunchaku en V-Racer. De luchtgekoelde hebben meestal een cilinderinhoud van 49 cc en zijn de goedkoopste op de markt. Hun snelheid is ongeveer 50 km/h en de prijzen variëren van 100 tot ongeveer 200 euro. De watergekoelde hebben meestal een cilinderinhoud van 39 cc, de topsnelheid ligt rond de 80 km/h en de prijs varieert van 200 tot ongeveer 300 euro. Ook heb je exacte replica's van de fabrieksmodellen maar die zijn moeilijk af te stellen en zijn niet zo betrouwbaar kosten tot wel 500 euro .

## Brandstof
De brandstof voor een minibike moet een mengsel zijn van olie en benzine (mengsmering), waarvan de verhouding varieert van 1:25 tot 1:50. Iedereen kan dit mengsel zelf aanmaken of halen bij een tankstation. De mengsmering bij een benzinestation is vaak in de verhouding van 1:50 (aangeraden wordt om zelf nog olie bij te voegen).

## Wedstrijden
Een minibike is een manier om te beginnen aan de motorsport op de weg. Een aantal grote wegracecoureurs zijn begonnen met minibiken, bijvoorbeeld Valentino Rossi. Er wordt ook een Nederlands kampioenschap verreden, dat door de RAP en KNMV georganiseerd wordt. Er wordt in acht verschillende klassen gereden van junioren tot 50 cc en zelfbouw. UEM organiseert een Europees kampioenschap.

## Veiligheid
Minibiken is een relatief veilige motorsport als men de juiste bescherming gebruikt. Deze moet minimaal bestaan uit een goede veilige helm, handschoenen, stevige schoenen, knie- en elleboogbeschermers. Beter is nog een echt motor- of minibikepak; deze zijn verplicht bij wedstrijden. De prijs van een minibikepak ligt rond de 500 euro.